# Mort pour la France
Mort pour la France (укр. Смерть за Францію) — посмертна почесна згадка, яка додається до громадянського стану людини, щоб нагородити її жертвою за службу Франції. Віднесення цієї згадки регулюється статтями L. 511-1 до L. 511-5 Кодексу пенсій військової інвалідності та жертв війни.
Створена під час Першої світової війни французьким законом від 2 липня 1915 р. та змінена законом від 28 лютого 1922 р., вона надає жертвам, громадянським чи військовим, визнання та індивідуальний статус, яких вони раніше не мали. Зокрема, це дає право на індивідуальне та вічне поховання на військовому кладовищі за державні кошти, а також на пенсію вдови, якщо це необхідно.

## Період захисту авторських прав
У Франції термін захисту творів авторів, які загинули за вітчизну, збільшується на 30 років, але це продовження стосується лише базового строку на п'ятдесят років (цей термін починається з 1 січня після смерті автора). Для авторів та композиторів «Mort pour la France» термін захисту становить:
- 94 роки та 272 дні для творів, опублікованих до 1 січня 1921 року.
- 88 років і 120 днів для творів, опублікованих у період з 1 січня 1921 року до 31 грудня 1947 року включно.
- 80 років для творів, опублікованих після 31 грудня 1947 року

Перші автори «Mort pour la France» (ті, що були в 1914 році) увійшли до публічного надбання 1 жовтня 2009 року. Усі автори «Mort pour la France» Першої світової війни зараз перебувають у суспільному надбанні.
Гійом Аполлінер, який загинув від іспанського грипу під час зарахування до французької армії, у 1918 році був оголошений «Mort pour la France». Його твори потрапили у французьке суспільне надбання 29 вересня 2013 року, через 94 роки та 271 день після його смерті. Антуан де Сент-Екзюпері також отримав «Mort pour la France» у 1944 р. Його твори потрапили у французьке суспільне надбання 30 квітня 2033 року, через 88 років і 120 днів після його смерті